# Bassania crocallinaria
Bassania crocallinaria là một loài bướm đêm trong họ Geometridae.